# Lepidobero sinensis
Lepidobero sinensis – gatunek słodkowodnej ryby skorpenokształtnej (Scorpaeniformes) z rodziny głowaczowatych (Cottidae), jedyny przedstawiciel rodzaju Lepidobero. Występuje w Chinach. Został opisany w 1992.